# Steve Erceg
Stephen Vincenzo Erceg (ur. 27 lipca 1995 w Perth) - australijski zawodnik mieszanych sztuk walki (MMA) walczący w kategorii muszej. Od 2023 roku związany z UFC. Były pretendent do pasa mistrzowskiego UFC w wadze muszej.

## Życiorys
Erceg urodził się w Perth, w rodzinie pochodzenia chorwackiego i włoskiego. Uczęszczał do Corpus Christi College i stwierdził, że w młodości był „wielkim fanem WWE”. Jego zainteresowanie wrestlingiem doprowadziło do odkrycia mieszanych sztuk walki, kiedy zobaczył walkę Brocka Lesnara z Frankiem Mirem na UFC 81, a następnie zdecydował się rozpocząć treningi MMA w lokalnym klubie. Oprócz mieszanych sztuk walki brał udział w zawodach muay thai i brazylijskiego jiu jitsu, a także zdobył złoty medal w kategorii 65 kg na australijskich krajowych mistrzostwach w zapasach w stylu dowolnym.

## Kariera MMA

### Wczesna kariera
Rozpoczynając karierę zawodową w 2016 roku, Erceg walczył w australijskich organizacjach, takich jak Hex Fighting Series i Eternal MMA, zdobywając w tej ostatniej tytuł wagi muszej i ustanawiając rekord 9-1 przed podpisaniem kontraktu z UFC.

### UFC
W swoim debiucie dla amerykańskiego giganta miał zmierzyć się z Claytonem Carpenterem w szóstym sezonie Dana White's Contender Series w 2022 i UFC Fight Night: Dern vs. Hill w maju 2023, jednak w obu przypadkach wycofał się z powodu problemów wizowych. 
Ostateczny debiut dla UFC odnotował 10 czerwca 2023 roku na UFC 289, gdzie zmierzył się z Czechem, Davidem Dvořákiem, zastępując Matta Schnella. Zwyciężył jednogłośną decyzją sędziów. Zwycięstwo zapewniło Ercegowi pierwszą nagrodę bonusową za występ wieczoru.
11 listopada 2023 roku na gali UFC 295 miał zmierzyć się z Mattem Schnellem, jednak Amerykanin wycofał się z walki z nieznanych powodów i został zastąpiony przez Alessandro Costę. Erceg wygrał walkę jednogłośną decyzją.
Walka z niedoszłym Schnellem została przełożona na 2 marca 2024 roku na UFC Fight Night 238. Erceg wygrał walkę w drugiej rundzie przez nokaut lewym hakiem. Ta walka przyniosła mu bonus za najlepszy występ wieczoru.
4 maja 2024 roku na UFC 301 w Rio de Janeiro przystąpił do walki o mistrzostwo UFC w wadze muszej, mierząc się z Alexandre Pantoją. Przegrał walkę jednogłośną decyzją sędziów, którzy punktowali 2 x 48-47, 49-46.
18 sierpnia 2024 na UFC 305 stoczył walkę z Kai Karą-France. Przegrał walkę przez techniczny nokaut w pierwszej rundzie.
Podczas gali UFC Vegas 103 w dniu 1 marca 2025 miał zmierzyć się z Kazachem, Asu Almabayevem. W późniejszym czasie Erceg został wycofany z udziału w tej walce, aby 5 kwietnia 2025 roku zmierzyć się w walce wieczoru gali UFC on ESPN 64 z byłym mistrzem UFC w wadze muszej, Brandonem Moreno. Przegrał z byłym mistrzem jednogłośnie na kartach punktowych, notując trzecią porażkę z rzędu.
Oczekiwano, że 9 sierpnia 2025 roku na UFC on ESPN 72 zmierzy z byłym pretendentem do tytułu UFC w wadze muszej Alexem Perezem, jednak Perez wycofał się w połowie lipca z nieujawnionych powodów i został zastąpiony przez Ode' Osbourne'a. Australijsko-amerykańskie starcie przebiegło w wadze koguciej. Erceg przełamał passę trzech porażek z rzędu, zwyciężając jednogłośną decyzją sędziów.

## Osiągnięcia i nagrody

### Mieszane sztuki walki
- Eternal MMA
  - 2020-2021: Mistrz Eternal MMA w wadze muszej[33]
- Ultimate Fighting Championship
  - Bonus za występ wieczoru (dwa razy) vs. David Dvořák[15], Matt Schnell (2024)[21]

## Lista zawodowych walk w MMA
| Wynik     | Bilans | Przeciwnik (bilans przed walką) | Rozstrzygnięcie                | Runda | Czas | Rozgrywki                               | Data       | Miejsce        | Uwagi                                                       |
| --------- | ------ | ------------------------------- | ------------------------------ | ----- | ---- | --------------------------------------- | ---------- | -------------- | ----------------------------------------------------------- |
| Wygrana   | 13-4   | Ode' Osbourne (13-8)            | Decyzja (jednogłośna)          | 3     | 5:00 | UFC on ESPN: Dolidze vs. Hernandez      | 09.08.2025 | Las Vegas      | Pojedynek w kategorii koguciej.                             |
| Przegrana | 12-4   | Brandon Moreno (22-8-2)         | Decyzja (jednogłośna)          | 5     | 5:00 | UFC on ESPN: Moreno vs. Erceg           | 29.03.2025 | Meksyk         | Main Event.                                                 |
| Przegrana | 12-3   | Kai Kara-France (24-11)         | TKO (ciosy pięściami)          | 1     | 4:04 | UFC 305                                 | 18.08.2024 | Perth          |                                                             |
| Przegrana | 12-2   | Alexandre Pantoja (27-5)        | Decyzja (jednogłośna)          | 5     | 5:00 | UFC 301                                 | 04.05.2024 | Rio de Janeiro | Pojedynek o pas mistrzowski UFC w wadze muszej. Main Event. |
| Wygrana   | 12-1   | Matt Schnell (16-7)             | KO (cios pięścią)              | 2     | 0:26 | UFC Fight Night: Rozenstruik vs. Gaziev | 02.03.2024 | Las Vegas      | Bonus za występ wieczoru.                                   |
| Wygrana   | 11-1   | Alessandro Costa (13-3)         | Decyzja (jednogłośna)          | 3     | 5:00 | UFC 295                                 | 11.11.2023 | Nowy Jork      |                                                             |
| Wygrana   | 10-1   | David Dvořák (20-5)             | Decyzja (jednogłośna)          | 3     | 5:00 | UFC 289                                 | 10.06.2023 | Vancouver      | Debiut w UFC. Bonus za występ wieczoru.                     |
| Wygrana   | 9-1    | Soichiro Hirai (4-1)            | Poddanie (duszenie zza pleców) | 1     | 1:46 | Eternal MMA 73                          | 11.02.2023 | Perth          |                                                             |
| Wygrana   | 8-1    | Paul Loga (7-5)                 | Poddanie (duszenie gilotynowe) | 1     | 2:31 | Eternal MMA 62                          | 30.10.2021 | Perth          | Obronił pas mistrzowski Eternal MMA w kategorii muszej.     |
| Wygrana   | 7-1    | Cody Haddon (2-0)               | Decyzja (jednogłośna)          | 3     | 5:00 | Eternal MMA 60                          | 05.06.2021 | Perth          | Pojedynek w kategorii koguciej.                             |
| Wygrana   | 6-1    | Shannon Ross (12-4)             | Poddanie (duszenie zza pleców) | 1     | 4:28 | Eternal MMA 52                          | 07.03.2020 | Gold Coast     | Zdobył pas mistrzowski Eternal MMA w kategorii muszej.      |
| Wygrana   | 5-1    | Paul Loga (5-4)                 | KO (cios pięścią)              | 1     | 1:31 | Eternal MMA 47                          | 07.09.2019 | Perth          |                                                             |
| Wygrana   | 4-1    | Tim Moore (12-7)                | Poddanie (duszenie zza pleców) | 3     | 3:15 | Eternal MMA 45                          | 25.05.2019 | Southport      | Debiut w kategorii muszej.                                  |
| Wygrana   | 3-1    | Mark Familari (1-5)             | Poddanie (duszenie zza pleców) | 1     | 4:15 | Eternal MMA 41                          | 02.03.2019 | Perth          | Debiut w kategorii koguciej oraz organizacji Eternal MMA.   |
| Wygrana   | 2-1    | Seung Guk Choi (1-0)            | Decyzja (jednogłośna)          | 3     | 5:00 | Hex Fight Series 15                     | 21.07.2018 | Northbridge    |                                                             |
| Przegrana | 1-1    | Sean Gauci (3-1)                | Decyzja (jednogłośna)          | 3     | 5:00 | Hex Fight Series 11                     | 01.09.2017 | Melbourne      |                                                             |
| Wygrana   | 1-0    | Ryan Robertson (1-2)            | Poddanie (duszenie gilotynowe) | 2     | N/A  | CDL Super Card                          | 12.02.2016 | Perth          | Debiut w zawodowym MMA oraz kategorii muszej.               |